# Black Medium Current
Black Medium Current šesti je studijski album norveškog metal-sastava Dødheimsgard. Diskografska kuća Peaceville Records objavila ga je 14. travnja 2023.

## Popis pjesama
Tekstovi: Vicotnik, glazba: Vicotnik, osim na pjesmama „Voyager” i „Requiem Aeternum”, koje je skladao L. E. Måløy.
| 1.    | »Et smelter«               | 10:19 |
| 2.    | »Tankespinnerens smerte«   | 7:43  |
| 3.    | »Interstellar Nexus«       | 8:01  |
| 4.    | »It Does Not Follow«       | 8:24  |
| 5.    | »Voyager«                  | 1:46  |
| 6.    | »Halow«                    | 9:37  |
| 7.    | »Det tomme kalde mørke«    | 7:35  |
| 8.    | »Abyss Perihelion Transit« | 10:59 |
| 9.    | »Requiem Aeternum«         | 5:13  |
| 69:37 |                            |       |

## Recenzije
| Recenzije       | Recenzije |
| Izvor           | Ocjena    |
| --------------- | --------- |
| Blabbermouth    | 8,5/10    |
| Kerrang!        | 4/5       |
| Metal Injection | 10/10     |

Dobio je uglavnom pozitivne kritike. Sam Law dao mu je četiri boda od njih pet u recenziji za Kerrang! i izjavio je: „Bilo kakva pretpostavka o tome kako će zvučati Black Medium Current na krupnih devet pjesama koje traju sedamdeset minuta zapravo bi se svela na pojednostavljivanje. Međutim, svakako se može reći da pažnju jednako zaslužuju i zasebni trenutci prepuni kaotičnih boja i šira slika koja začuđuje [...].” Dom Lawson dao mu je osam i pol boda od njih 10 u recenziji za Blabbermouth i napisao je: „[O]vo je opasno inteligentno i intuitivno djelo, a ako dovoljno dugo ostanete usredotočeni na nj, raspametit će vas.” Jillian Drachman dala mu je najvišu ocjenu u recenziji za Metal Injection izjavivši da su pjesme „genijalne” i da album „prikazuje black metal na visokom evolucijskom stupnju”.

## Zasluge
Dødheimsgard
- Vicotnik – vokali, gitara, programiranje, sintesajzer, efekti, produkcija
- E. Måløy – bas-gitara, dodatni efekti; klavir, violončelo, teremin (na pjesmama „Voyager” i „Requiem Aeternum”)
- Tommy „Guns” Thunberg – gitara
- Myrvoll – bubnjevi

Dodatni glazbenici
- Sttng – flauta (na pjesmi „Et smelter”)

Ostalo osoblje
- Mathias Aaveren – snimanje, miksanje
- Harris Zourelidis – masteriranje
- Ole Martin Halvorsen – fotografija
- Łukasz Jaszak – omot albuma, dizajn